# Jonas Hofrichter
Jonas Hofrichter (* 14. Mai 1986 in Berlin) ist ein deutscher Bildender Künstler. Er lebt und arbeitet in Berlin.

## Leben und Karriere
Hofrichter studierte von 2006 bis 2011 Bildende Kunst an der Universität der Künste in Berlin, zunächst bei Dirk van der Meulen und ab 2007 bei Valérie Favre. Ab 2008 folgte ein Studium in der Klasse von Thomas Zipp, als dessen Meisterschüler er 2011 abschloss. 2011 wurde Hofrichter für den Horst-Janssen-Grafikpreis nominiert. Seine Werke werden in Deutschland und international ausgestellt.

## Werk
Der Gegensatz zwischen Zugehörigkeit und Abgrenzung ist eine dominierende Thematik im Werk von Jonas Hofrichter. Wiederkehrende Protagonisten in seinen Arbeiten, die sich oft mit dem Thema des Abenteuers auseinandersetzen, sind Tiere. In Landschaftsdarstellungen voll lasierender, ungebrochener Farbflächen und figurativen Objekten aus verleimtem Massivholz lotet er spielerisch neue Aspekte der klassischen künstlerischen Gattungen Malerei und Skulptur aus. Während frühe Arbeiten stilistisch an die Klassische Moderne angelehnt sind, sprechen neuere Werke eine reduziertere Bildsprache.
Jonas Hofrichter wirkte als Schauspieler im Kurzfilm TLMEA des österreichischen Regisseurs und Künstlers Kevin Kopacka mit. Bis 2014 war er Schlagzeuger der dreiköpfigen Punkband Schwund. 2018 gründete Hofrichter zusammen mit der Künstlerin Kerstin Podbiel die Band Jesus Vampire, mit der sie beim interdisziplinären Festival Void & Sound in Hamburg auftraten. 2021 wurde die Band durch die Künstlerin Nouchka Wolf als Bassistin ergänzt.

## Einzelausstellungen (Auswahl)
- 2021 Nachträglich zu Weihnachten, Galerie Kai Erdmann, Berlin[8]
- 2017 Fake Views, Galerie Kai Erdmann, Hamburg[9]
- 2015 Alles muss raus, Galerie Kai Erdmann, Hamburg[10]
- 2013 Salon Hühnerberger, Berlin
- 2012 Schlusssteinfindung, power galerie, Hamburg[11]
- 2011 wink mit dem donnerkeil, Galerie cubus-m, Berlin[12]

## Gruppenausstellungen (Auswahl)
- 2022 Land und Karte, Galerie Kai Erdmann, Berlin[13]
- 2022 Die Kinder sind eh ok, Kanister, Hamburg
- 2021 Nervous System Symphony, Salon Talaz, Berlin[14]
- 2021 Ich kann, weil ich will, was ich muss, Galerie Kai Erdmann, Hamburg[15]
- 2021 Frankfurter 4 plus 3 Gespräche, Galerie Hanna Becker vom Rath, Frankfurt am Main[16]
- 2021 Nachträglich zu Weihnachten, Galerie Kai Erdmann, Berlin[17]
- 2020 White Snake, Galerie Kai Erdmann, Berlin[18]
- 2020 Void & Sound, Galerie Kai Erdmann, Hamburg[19]
- 2019 Tastes Like Delusions, Lettrétage, Berlin[20]
- 2019 Flimmernde Straßen, Rosa-Luxemburg-Str. 28, Berlin[21]
- 2019 Kunsttäter, Galerie ZeitZone, Berlin[22]
- 2018 Ludwig und seine Brüder, Botschaft, Uferhallen, Berlin[23]
- 2018 Toy Bitches Fuck You, Galerie Kai Erdmann, Hamburg[24]
- 2017 Art Berlin Messe, Berlin[25]
- 2017 Sammlung Rausch, Kunstverein Familie Montez, Frankfurt am Main
- 2017 See You Again Tomorrow, Keith, Berlin
- 2014 Hauptstadt, Galerie Kai Erdmann, Berlin[26]
- 2013 Hamburger Bahnhof, power galerie, Hamburg[27]
- 2013 Connected For The Moment, Superposition, Berlin
- 2012 Salon Juchmann, Arnsberg[28]
- 2012 TransformationCity, Galerie cubus-m, Berlin[29]
- 2011 Endlich mal was Schönes, Galerie Alte Schule, Berlin[30]
- 2011 Project8, 8tallet, Kopenhagen[31]
- 2010 power haus, power galerie, Hamburg
- 2010 Handluggage, FIT, Kopenhagen[32]
- 2010 FARKT, Kunstverein Weiden, Weiden
- 2010 Product Of Exchange, Alte Kindl-Brauerei, Berlin
- 2009 Das neue Machine-Gun-Etiquette, Galerie Andreas Höhne, München[33]
- 2009 Nacht und Nebel, Morgana, Berlin
- 2009 Domgold, Berliner Dom, Berlin
- 2008 Weißes Gift und schwarze Seelen, power galerie, Berlin